# HMS Formidable (1777)
La HMS Formidable era un vascello di seconda classe a tre ponti da 90 cannoni della Royal Navy, appartenente alla classe Barfleur, costruito negli anni settanta del XVIII Secolo, e rimasta in servizio fino al 1813.

## Storia
Quarta unità della classe Barfleur, progettata da Sir Thomas Slade, la sua costruzione fu ordinata dal Navy Board il 17 agosto 1768, e l'unità venne impostata presso i Chatham Dockyard nel dicembre 1769, e varata mercoledì 20 agosto 1777.
Con l'accuirsi della crisi nelle colonie americane, il governo britannico iniziò a mobilitare la flotta per una guerra su vasta scala, e il Formidable fu completato rapidamente, entrando ufficialmente in servizio il 15 aprile 1778 al comando del capitano John Bazely originario di Dover. Assegnata alla Channel Fleet, allora al comando dell'ammiraglio Sir Augustus Keppel, divenne nave di bandiera del comandante della divisione di retroguardia, il viceammiraglio Hugh Palliser. Partecipò alla prima battaglia di Ushant (27 luglio 1778) contro la squadra francese dell'ammiraglio conte Louis Guillomet D'Orvilliers.
Prestò servizio nella Channel Fleet nei successivi due anni e nel 1780 fu sottoposta a lavori di raddobbo presso i reali cantieri navali di Plymouth, dove furono installate 6 carronate sul cassero e 4 sul castello di prua. Nel 1782, al comando del capitano Sir Charles Douglas, divenne nave di bandiera del vice ammiraglio Sir George Brydges Rodney che sostituì l'ammiraglio Sir Thomas Graves al comando della flotta impegnata nei Caraibi. Il 12 aprile partecipò alla battaglia delle Saintes, operando nel mar dei Caraibi fino all'inizio del 1783, quando arrivò a Portsmouth ed entrò nel cantiere per opportune le riparazioni. La guerra si concluse con la firma del trattato di Parigi (settembre 1783), divenuto operante dal 12 aprile 1784.
Con l'inizio della crisi di Nootka tra l'Impero britannico e quello spagnolo, avvenuta nell'estate del 1789, gli inglesi iniziarono a mobilitare la flotta tra maggio e il luglio 1790 e il vascello fu portato nel cantiere di Portsmouth per essere attrezzato a riprendere il mare al comando del capitano Keith Stewart. La crisi si risolse pacificamente e verso la fine dell'anno la nave fu messa in posizione di riserva a Portsmouth.
Con l'inizio della guerra tra l'Impero ottomano e quello russo scoppiata indirettamente a causa dell'annessione di quest'ultimo della penisola di Crimea, la nave fu posta al comando del capitano Henry Nicholls e attrezzata per riprendere la navigazione mare tra il marzo e il maggio 1791. La caduta del governo guidato da William Pitt il Giovane portò all'accettazione dell'annessione da parte del governo inglese e nel settembre 1791 la nave fu posta nuovamente in riserva.
Con lo scoppio della rivoluzione in Francia, la successiva abolizione della monarchia portò nel gennaio 1793 al processo contro il re Luigi XVI e la regina Maria Antoniettache furono in seguito giustiziati. Il governo britannico espulse per protesta l'ambasciatore francese e il 1 febbraio la Convenzione nazionale dichiarò guerra alla Gran Bretagna, dando inizio alle guerre rivoluzionarie francesi.
I grandi lavori di riparazione sul Formidable continuarono e il vascello rientrò in servizio nel febbraio 1795 al comando del capitano George Cranfield Berkeley, anche se i lavori terminarono nel mese di giugno, quando la nave entrò in servizio nella Channel Fleet.
Dopo la loro sconfitta tattica patita durante la battaglia del glorioso primo di giugno del 1794, la flotta francese dell'Atlantico rimase all'ancora per molto tempo. Nel 1796 gli inglesi si resero conto che era in corso un'importante operazione. Non avendo idea di quale fosse l'obiettivo, e per evitare di essere sorpresi, l'ammiraglio Sir Alexander Hood, comandante in capo della Channel Fleet, divise la flotta in tre grandi divisioni. La più grande, sotto il comando di Lord Bridport, doveva rimanere presso l'ancoraggio della flotta a Spithead, pronta a salpare in qualsiasi momento. Il viceammiraglio Sir John Colpoys ricevette l'ordine di alzare la sua bandiera sul vascello da 98 cannoni London (98) e pattugliare con la sua divisione le acque prospicienti il porto di Brest. Al contrammiraglio Sir Roger Curtiss fu ordinato di alzare la sua bandiera sul Formidable e pattugliare i Western Approaches.
Il 17 dicembre 1796 una squadra francese di nove navi della linea agli ordini del contrammiraglio Bouvet salpò da Brest, evitò la squadra del viceammiraglio Colpoys, irrompendo nell'Oceano Atlantico. Il 20 dicembre il capitano Sir Edward Pellew al comando della fregata da 44 cannoni Indefatigable arrivò a Falmouth portando notizie della fuga francese. Quando ricevette la notizia, l'Ammiragliato ordinò a Lord Bridport di salpare alla testa della Channel Fleet e di dar loro la caccia. Il giorno di Natale del 1796 la flotta iniziò a salpare dall'ancoraggio ma la partenza venne ritardata da numerosi incidenti. Il Prince (98 cannoni) entrò in collisione con il Sans Pareil  (80) ed entrambe le navi rimasero danneggiate. L'Atlas (98) si arenò e il Formidable entrò in collisione con il vascello di primo rango Ville de Paris (110), ed entrambe le navi riportarono danni.
Un altro incidente avvenne il 1 febbraio 1799 quando il  Formidable durante una burrasca ruppe gli ormeggi sull'Hamoaze andando a scontrarsi con la fregata, ex francese Amelia prima di arenarsi sul West Mud. Quando il tempo di calmò la nave fu liberata senza ulteriori danni.
Nel 1801 il Formidable fu trovato strutturalmente debole, ma era tale il bisogno di navi nella marina, che venne sottoposta a grandi lavori di rafforzamento. Dopo aver prestato servizio nel Mediterraneo e nel Baltico tra il 1807 e il 1810, la nave fu nuovamente messa in riserva a Portsmouth nel 1812. Ormai la necessità di grandi navi della linea era molto diminuita e ne fu decisa la trasformazione, durante un ciclo di grandi lavori, in vascello da 74 cannoni. Questo fatto avrebbe comportato la rimozione completa del castello di prua, del ponte di poppa e parte del suo cassero. La nave venne trasferita a Chatham arrivandovi il 30 giugno 1813. Accuratamente esaminata dai tecnici, lo scafo fu trovato marcio e la conversione fu annullata. Il Formidable fu qui demolito nel settembre dello stesso anno.

### Annotazioni
1. ↑  Le altre unità erano Barfleur, Prince George e Princess Royal.
2. ↑  Formata oltre che dal Formidable, anche dal vascello da 90 cannoni  Ocean, dai vascelli da 74 Elizabeth, Robust, Ramillies e Egmont e da quelli da 64 America, Defiance e Worcester.
3. ↑  Quando furono completate, le riparazioni della nave erano costate 38.751 sterline.

### Fonti
1. ↑  Lavery 2003, p. 179.
2. 1 2 3 4 5 6 7 8 9 10 11 12 13 14 15 16 17 18 19 20 21  Kent History Forum.
3. 1 2 3 4 5 6 7  Pbenyon.
4. ↑  Colledge, Warlow 2006, p. 204.
5. ↑  Colledge, Warlow 2006, p. 276.
6. ↑  Colledge, Warlow 2006, p. 24.
7. ↑  Colledge, Warlow 2006, p. 375.
8. ↑  Colledge, Warlow 2006, p. 13.